# Достоевский в Главном инженерном училище

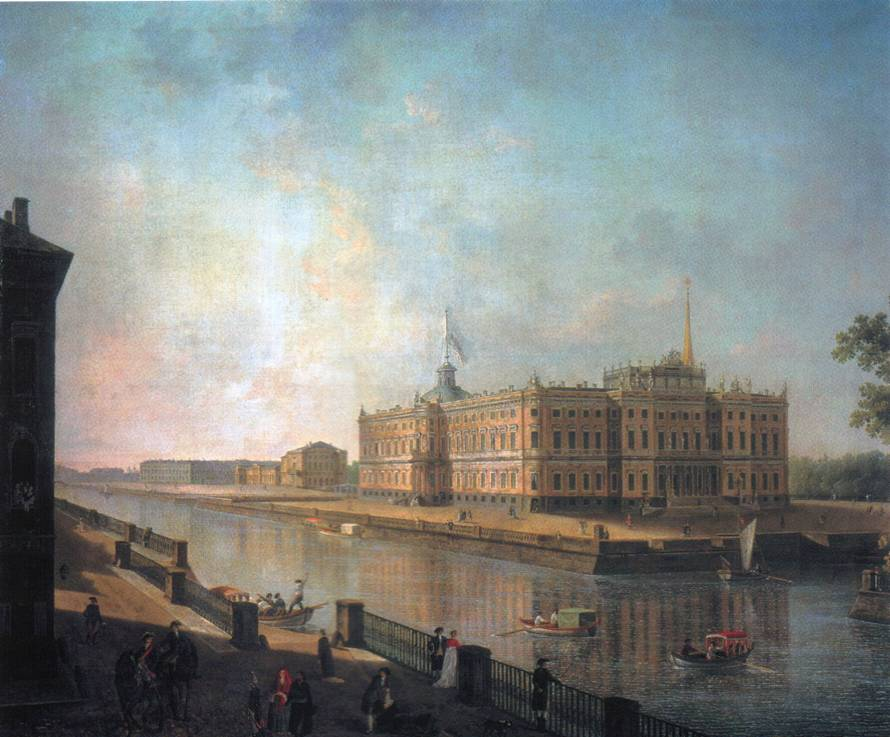
Федор Алексеев. Вид на Главное инженерное училище со стороны Фонтанки

В конце мая 1837 года пятнадцатилетнего Фёдора Михайловича Достоевского и шестнадцатилетнего Михаила Михайловича Достоевского отец привёз в Петербург для поступления в Главное инженерное училище. Осенью, после подготовки в пансионе Костомарова, Фёдору удалось поступить в третий кондукторский класс. Михаил не прошёл по состоянию здоровья и ушёл в инженерные юнкера.
Около 16 января 1838 года Достоевский переехал в Инженерный замок, где учился «с раннего утра до вечера», но в итоге остался в третьем кондукторском классе на второй год, объяснив это ссорой с преподавателем алгебры. 2—25 мая 1839 года Фёдор Михайлович сдал экзамены в третьем классе и успешно перешёл во второй класс. 29 ноября 1840 года в первом классе «за хорошее поведение и знание фронтовой службы» переведён в унтер-офицеры. 5 августа 1841 года «переведён по экзамену в полевые инженер-прапорщики с оставлением в Инженерном училище для продолжения полного курса наук в нижнем офицерском классе». 6 августа 1843 года подпоручик Достоевский был выпущен на действительную службу в Инженерный корпус.
В годы обучения Достоевский постоянно пребывал в тяжёлом материальном положении, не имея денег даже на частую переписку. Учёба тяготила будущего писателя, необходимость «зубрить» неинтересные предметы вызывала отвращение. В годы обучения Достоевский много читал, организовал литературный кружок, стал редактором «литографированной при училище газеты». Современники вспоминали, что уже в это время он постоянно что-то писал, и предполагали, что «работа письменная ночью, когда никто ему не мешает, была литературная».

## Предыстория
Домашний уклад Достоевских всегда способствовал развитию воображения и любознательности. Позже в своих воспоминаниях писатель называл родителей, стремящихся вырваться из обыденности и заурядности, «лучшими, передовыми людьми». Чтению обучала детей Мария Фёдоровна. По воспоминаниям, детей рано начинали учить: «уже четырёхлетним сажали за книжку и твердили: „учись!“». С осени 1832 года Фёдор вместе со старшим братом Михаилом занимались с учителями дома и ездили на полупансион к преподавателю Александровского и Екатерининского институтов Н. И. Драшусову. С сентября 1834 года братья Достоевские обучались в пансионе Леонтия Чермака, считавшемся одним из лучших частных учебных заведений в Москве.

### Выбор учебного заведения
Выбор отцом учебного заведения для старших сыновей позднее Фёдор Достоевский называл ошибкой, испортившей их будущность, но родители в те времена не прислушивались к мечтам детей. На окончательный выбор Михаила Андреевича повлияло несколько факторов. Увлечение сыновей литературой он не считал серьёзным занятием и опасался в этом случае для них бедности и безвестности. Дурная политическая репутация Московского университета, считавшегося рассадником вольнодумства, исключала для Михаила Андреевича выбор этого заведения. Узнать о Главном инженерном училище Михаил Андреевич, по мнению биографов, мог от одного из своих состоятельных пациентов или от сослуживца. Предположительно, на принятие решения также могла повлиять подруга матери писателя Екатерина Альфонская, чей родственник поступил в училище на год раньше Достоевского.
Главное инженерное училище было основано в 1819 году великим князем Николаем Павловичем для подготовки инженеров и саперных офицеров. Училище расположилось в Михайловском замке, бывшей резиденции Павла I. Несмотря на сравнительно небольшой срок существования Главное инженерное училище имело репутацию учебного заведения, дающего наивозможно высшую ступень научной подготовки. Обучение в инженерном училище гарантировало Фёдору и Михаилу получение образования по востребованной и хорошо оплачиваемой специальности. Выпускникам данного заведения в дальнейшем было обеспечено надежное существование, так как, по воспоминаниям современников, «труд инженерных офицеров оплачивался в некоторых случаях роскошно, всегда хорошо и во всяком случае в мере, позволявшей жить безбедно на казенное содержание».

### Разрешение на поступление. Дорога
Осенью 1836 года Михаил Андреевич Достоевский через главного врача Мариинской больницы А. А. Рихтера подал докладную записку в Собственную Его Императорского Величества канцелярию о принятии Михаила и Фёдора на казенное содержание в Главное инженерное училище в Петербурге. Несмотря на то, что по положению учебного заведения к обучению мог быть допущен только один из сыновей, Михаил Андреевич «по многочисленному семейству и бедному состоянию» в январе 1837 года получил положительную резолюцию на свое прошение. Согласно решению, зачисление братьев Достоевских зависело только «от выдержания ими установленного в том училище экзамена».
В апреле или начале мая Михаил Андреевич узнал о положительном решении его вопроса, но из-за болезни Фёдора отъезд в Петербург пришлось отложить до середины мая. По воспоминаниям Андрея Достоевского, другие доктора «посоветовали отцу пуститься в путь, не дожидаясь полного выздоровления брата, предполагая, что путешествие в хорошее время года должно помочь больному <…> Но только <…> остались на всю жизнь следы этой болезни. <…> голос его был не совсем естественный». В середине мая 1837 года Фёдор и Михаил Достоевские отправились с отцом в Петербург для поступления в Главное инженерное училище. Дорога из Москвы в Петербург заняла около недели, так как ехали «на долгих» и «стояли на станциях часа по два и по три». Позже Достоевский вспоминал эту поездку: «мы с братом стремились тогда в новую жизнь <…> мечтали мы только о поэзии и поэтах <…> я беспрерывно в уме сочинял роман из венецианской жизни». Вместе с тем от столкновения с жизнью во время поездки у писателя остались болезненные воспоминания. Особенно запомнился Достоевскому случай с фельдъегерем, бьющим ямщика кулаком по затылку «просто так». По воспоминаниям Фёдора Михайловича, этот случай запомнился ему навсегда: «Я никогда не мог забыть фельдъегеря и многое позорное и жестокое в русском народе… Тут каждый удар по скоту, так сказать, сам собою выскакивал из каждого удара по человеку».

## Пансион Костомарова и поступление
В конце мая 1837 года Достоевские прибыли в Петербург. Михаил Андреевич рассчитывал, что сыновья получат возможность сдавать вступительные экзамены раньше установленного срока, но вскоре узнал, что «по правилам оного училища допущение их к экзамену не ранее может последовать как в сентябре месяце». Для подготовки к поступлению во второй класс Инженерного училища братья остались в считавшемся лучшим пансионе военного инженера капитана Коронада Костомарова, который «приготовлял питомцев таким образом, что они выдерживали экзамен всегда первыми». Михаил Андреевич вернулся обратно в Москву, вышел в отставку и перебрался в Даровое. В пансионе Костомарова братья Достоевские пробыли с мая 1837 года по январь 1838 года. Сначала усиленно готовились к осенним вступительным экзаменам. Чтобы поступить сразу во второй класс, пропустив младшие четвёртый и третий, помимо математики занимались фортификацией, артиллерией и черчением: «занимаемся геометрией и алгеброй, чертим планы полевых укреплений <…> начали мы и артиллерию; она также необходима ко второму классу».
В конце августа Михаил и Фёдор на полные баллы сдали предварительный экзамен по французскому языку. В начале сентября поступающие были представлены начальнику училища генерал-майору Василию Львовичу Шарнгорсту и прошли медицинский осмотр, по результатам которого Михаил не был допущен к сдаче экзаменов «по слабости здоровья». Фёдор Достоевский во второй половине сентября на полные баллы сдал вступительные экзамены, но из-за взяточничества и кумовства в училище ему было отказано в казённой вакансии. Михаил писал об этом отцу: «Мы полагали, что он будет в числе первых. Эта несправедливость огорчает брата донельзя. Нам нечего дать; да ежели бы мы и имели, то, верно бы, не дали, потому что бессовестно и стыдно покупать первенство деньгами, а не делами. Мы служим государю, а не им». Для обучения нужно было внести 950 рублей, которые предложила крёстная тётка Александра Фёдоровна Куманина. Кроме того, вместо второго класса Фёдор Достоевский был зачислен в самый младший — четвёртый. К концу ноября, уже после оплаты обучения, он получил разрешение начальника училища сдавать экзамены в третий кондукторский класс, успешно сдав которые начал обучение с третьего класса. Михаил некоторое время надеялся на поступление, но в октябре сообщил о поступлении в Петербургскую инженерную команду в Ревель.
В Петербурге во время подготовки к вступительным экзаменам Достоевский познакомился с Иваном Шидловским, в компании которого проводил значительное время. Вместе с ним будущий писатель впервые знакомится с городом, исследует его. Также в пансионе Костомарова Фёдор Достоевский впервые встретил Дмитрия Григоровича.

## Кондукторские классы

### Третий кондукторский класс
16 января 1838 года Достоевский переселился в Инженерный замок. С этого времени, по словам писателя, он учился «с раннего утра до вечера», после чего его ещё ждали «уроки фехтования, танцев, пенья» и дежурство в карауле. Уже в феврале в письме к отцу Достоевский сообщает о постоянной занятости, из-за чего нет времени даже на частую переписку. Об училище Достоевский отзывался, что очень доволен, и что у него чудеснейшие учителя. По воспоминаниям его ротного офицера А. И. Савельева: «…в училище вел себя скромно, строевые обязанности и учебные занятия исполнял безукоризненно». В самом начале обучения он опять столкнулся с протекцией со стороны руководства училища: «Недавно я узнал, что уже после экзамена генерал постарался о принятии четырёх новопоступающих на казенный счет кроме того кандидата, который был у Костомарова и перебил мою ваканцию. Какая подлость! Это меня совершенно поразило. Мы, которые бьемся из последнего рубля, должны платить, когда другие — дети богатых отцов — приняты безденежно».
С первых дней обучения определилась склонность Достоевского к «умственным» предметам — словесности, языкам, Закону Божию, истории, географии, геометрии, физике. Плохо давались будущему писателю военные предметы, такие как артиллерия, фортификация, черчение планов полевых укреплений, редутов и бастионов. Тем не менее, в апреле Фёдор Михайлович успешно сдал промежуточные экзамены, негативно отметив чрезмерную значимость черчения: «Я плохо рисую, как Вам известно, <…> и это мне много повредило… <…> я стал средним в классе, тогда как я мог быть первым… <…> у меня почти из всех умственных предметов полные баллы, так что у меня 5 баллов больше 1-го ученика из всех предметов, кроме рисования. А на рисование смотрят более математики». Помимо черчения на итоговую отметку влияли баллы по фронту, которых у Достоевского, для которого мучительна была необходимость «вытягиваться перед всяким офицером», набиралось не больше 3-4 из 10. В середине мая Фёдора измучила и заставила серьёзно потратиться также подготовка к параду, «где присутствовала вся фамилия царская и находилось 140 000 войска».
Летом кондукторы на два месяца направлялись под Петергоф для проведения практических занятий, заключавшихся в «съемке и нивелировании местности, в разбитии и дефилировании полевых укреплений и в производстве саперных и линейных работ». В первый же год Достоевскому досталась двойная нагрузка — «батальонная и застрельщиков». В это время у него впервые сформировался точный прообраз возможного будущего. К полевым трудностям добавлялись финансовые. Он писал брату о тяжёлом финансовом положении: «во время выступления из лагерей не имел ни копейки денег; заболел дорогою от простуды (дождь лил целый день, а мы были открыты) и от голода и не имел ни гроша, чтоб смочить горло глотком чаю». В письмах к брату Достоевский регулярно жаловался на свою бедственную участь, голод и безденежье. С середины августа до октября продолжались занятия в училище. 1 октября начались годичные экзамены. С 3 по 26 октября Достоевский сдал экзамены по закону Божьему, алгебре, немецкому языку, геометрии, географии, русскому языку и литературе, артиллерии, фортификации, французскому языку, истории. В списки переведённых в следующие классы не попал, оставшись в третьем классе на второй год. 30 октября в письме к отцу он объяснял эту неудачу ссорой с преподавателем алгебры в течение года, из-за чего ему «не благоволили некоторые из преподающих»: «В 100 раз хуже меня экзаменовавшиеся перешли (по протекции). Что делать? Видно сам не прошибешь дороги <…> из алгебры и фортификации я отличился и мне выставили баллы несоответственные».
Летом Достоевский писал брату, что прочитал всего Эрнста Гофмана, почти всего Оноре де Бальзака, «Фауста» Иоганна Гёте, Николая Полевого, Виктора Гюго, Жорж Санд, Шекспира.

### Второй год в третьем классе
1 ноября 1838 года в Главном инженерном училище начался новый учебный год. Сначала Достоевский принимал второгодничество резко негативно: «О ужас! ещё год, целый год лишний! <…> я бы не жалел, ежели бы слезы бедного отца не жгли души моей». Но позже отмечал и положительную сторону в том, что может «выйти из училища первым и получить прямо поручика». Главное, для Достоевского было важно доказать самому себе, что в училище от него требуется только зубрёжка. В его письмах регулярно повторялась мысль, что это «противно, но нужно», «с отвращением — а зубришь». В итоге писатель пришёл к выводу, что «полевая фортификация такая глупость, которую можно вызубрить в 3 дня». При этом успехи во «фронтовой службе» оставались слабыми, из-за чего писатель даже оказался в группе отстающих, которым предписывалось проводить ежедневное учение.
В начале второго года обучения Достоевский познакомился с Александром Ризенкампфом. Вместе с Григоровичем, Бекетовым, Витковским и Бережецким будущий писатель организовал литературный кружок. Также Достоевский работал редактором литографированной газеты при училище. Зимой 1839 года писатель сблизился с Бережецкими и Бекетовым, с которыми «подолгу беседовал и вел длинные разговоры о разных вопросах». По воспоминаниям ротного офицера, больше Достоевский ни с кем не сближался: «Такое изолированное положение Фёдора Михайловича вызывало со стороны товарищей добродушные насмешки, и почему-то ему присвоили название „Фотия“». В первом полугодии 1839 года Достоевский собирался жениться на А. Д. Лагвеновой.
Достоевский в это время постоянно находился в долгах, и деньги мог получить только от отца, даже понимая его финансовое состояние. Так, в марте 1839 года он писал: «Я много истратил денег (на покупку книг, вещей и т. д.) и всё должен был занимать. <…> Долго ли я ещё буду брать у Вас последнее. <…> Знаю, что мы бедны». Уже в мае вместе с благодарностью за присланные 75 рублей Фёдор Михайлович попросил прислать ещё хотя бы 40 рублей на сапоги, сундук для книг, почтовые принадлежности и любезности служителей для летних лагерей под Петергофом. Там же он приписал: «Уважая Вашу нужду, не буду пить чаю». Семёнов-Тян-Шанский чуть ранее учился в военной школе гвардейских подпрапорщиков и кавалерийских юнкеров, «более богатом, аристократическом заведении». По его воспоминаниям на летние лагеря в Петергофе ему хватало 10 рублей. Относительно запросов Достоевского он пишет, что это было «не действительной потребностью, а делалось просто для того, чтобы не отстать от других товарищей, у которых были и свой чай, и свои сапоги, и свой сундук».
В мае 1839 года Достоевский успешно сдал экзамены для перевода во второй класс. Отец писал о полном разорении имений, но находил и присылал необходимые деньги. Лето прошло под Петергофом на практических занятиях. 11 июля был издан приказ о переводе Достоевского во второй кондукторский класс. 6 июня отец Достоевского умирает: по официальной версии — от апоплексического удара, по неофициальной — был убит в поле своими крепостными крестьянами. Есть сведения, что известия о гибели отца вызвали у Достоевского эпилептический припадок.

### Второй кондукторский класс
В это время писатель снова пребывал в тяжёлом материальном положении, не имея денег даже на частые письма. Общее настроение Фёдора Михайловича определялось в его письме к брату: «Одна моя цель быть на свободе. Для неё я всем жертвую. Но часто, часто думаю я, что доставит мне свобода. <…> Что буду я один в толпе незнакомой? Я сумею развязать со всем этим; но, признаюсь, надо сильную веру в будущее, крепкое сознание в себе, чтобы жить моими настоящими надеждами. <…> Я в себе уверен. Человек есть тайна. Её надо разгадать, и ежели будешь её разгадывать всю жизнь, то не говори, что потерял время; я занимаюсь этой тайной, ибо хочу быть человеком». Поступивший в октябре в училище Константин Трутовский позже вспоминал, что Достоевский в это время «был очень худощав, цвет лица был у него какой-то бледный, серый, волосы светлые и редкие, глаза впалые, но взгляд проницательный и глубокий <…> мундир сидел на нём неловко, а ранец, кивер, ружье <…> казались какими-то веригами, которые временно он обязан был носить и которые его тяготили».
В ноябре Михаил Достоевский в письме в Москву рассказывал о крайней бедности Фёдора, у которого нет денег даже на почту. В это время будущий писатель увлекается произведениями Фридриха Шиллера, высоко оценивает творчество Виктора Гюго и Гавриила Романовича Державина. Со 2 по 12 января 1840 года Достоевский сдал полугодичные экзамены по алгебре, словесности, фортификации, истории, немецкому языку, артиллерии, французскому языку, черчению. С 30 апреля по 1 июня успешно сдал годичные экзамены во втором кондукторском классе. С 23 июня по 25 августа рота находилась на практических занятиях под Петергофом.

### Первый кондукторский класс
Осенью 1840 года Фёдор Михайлович продолжил обучение в первом кондукторском классе, и 29 ноября «за хорошее поведение и знание фронтовой службы» был произведён в унтер-офицеры. 27 декабря по высочайшему повелению «переименован в портупей-юнкера». С 7 по 18 января проводились полугодичные экзамены по фортификации, истории, французскому языку, аналитике, геодезии, закону Божию, начертательной геометрии, физике, архитектуре, черчению и русской словесности. Ротный офицер Достоевского А. И. Савельев позже вспоминал, что «в 1841 году Федор Михайлович был уже на выпуске в старшем классе. Как прежде, задумчивый, скорее угрюмый, можно сказать, замкнутый, он редко сходился, с кем-либо из своих товарищей, хотя и не удалялся, даже часто делился с ними своими учебными записками <…> нередко писал товарищам сочинения на заданные темы по русской литературе». При этом офицер обращал внимание на ночную письменную работу Достоевского, о содержании которой тот никому ничего не рассказывал. Савельев заметил, что «нельзя было предполагать, чтобы Ф. М. Достоевскому недоставало бы времени днем для <…> занятий <…> работа письменная ночью, когда никто ему не мешает, была литературная».
В январе 1841 года писатель увлёкся театром и задумал драму «Мария Стюарт», работать над которой продолжал до 1842 года, но в итоге не завершил. В середине февраля Достоевский прочитал брату Михаилу «отрывки из двух драматических своих опытов» — «Марии Стюарт» и «Бориса Годунова», после чего приступил к подготовке к выпускным экзаменам: «Такое зубренье, что и Боже упаси, никогда такого не было. Из нас жилы тянут. <…> Сижу и по праздникам. <…> Скорее к пристани, скорее на свободу!». С 22 апреля по 3 июня Достоевский успешно сдал экзамены по аналитике, геодезии, начертательной геометрии, фортификации, артиллерии, физике, французскому языку, русскому языку, истории, архитектуре, закону Божию и три вида черчения: фортификационное, архитектурное и ситуационное. С 20 июня по 5 августа находился на практических занятиях под Петергофом. 5 августа после экзаменов по четырнадцати предметам Фёдор Достоевский был произведен «в полевые инженер-прапорщики с оставлением в Инженерном училище для продолжения полного курса наук в нижнем офицерском классе».

## Отношения со сверстниками
С самого начала обучения всем своим видом Федор Михайлович показывал полное несоответствие любым стандартам военно-учебного заведения. Дежурный офицер А. Савельев отмечал, что Достоевский «настолько был непохожим на других его товарищей во всех поступках, наклонностях и привычках и так оригинальным и своеобычным, что сначала все это казалось странным, ненатуральным и загадочным, что возбуждало любопытство и недоумение». Достоевский вёл себя согласно своим привычкам и желаниям, безропотно выполняя лишь то, что требовалось от обучающегося. Будущий писатель проявлял безразличие к удовольствиям и развлечениям, не показывался на танцах, не играл в «загонки», «бары», «городки», не проявлял никакого интереса к хору, не гулял вместе со всеми в садах Петергофа. Свободное время чаще всего проводил в спальне своей роты, не видя и не слыша, что происходит вокруг. К. А. Трутовский отмечал, что «во всем училище не было воспитанника, который бы так мало подходил к военной выправке, как Ф. М. Достоевский».
По воспоминаниям обучавшегося с ним Григоровича, в училище в то время хватало дикостей. Над новичками издевались, оскорбляли: наливали холодную воду в постель и за воротник, заставляли слизывать специально разлитые чернила, произносить непристойные слова, вынуждали ползать на четвереньках под столом, хлестали кручеными жгутами. Так, в конце января 1839 года в училище «случился беспорядок», из-за которого Достоевский несколько месяцев не писал отцу. Третий класс решил наказать любимчика ротного офицера, которого считали доносчиком. Позже Григорович вспоминал: «Это было ночью. <…> он проходил через большую камеру, где спало нас шестьдесят человек <…> Едва показался любимец <…> несколько человек <…> вскочили с постелей, забросали любимца одеялами и избили его до полусмерти». Только в конце марта Достоевский смог написать отцу, объяснив своё предыдущее молчание: «У нас в училище случилась ужаснейшая история, которую я не могу теперь объяснить на бумаге <…> Я ни в чём не вмешан. Но подвергся общему наказанию». Достоевский знал цену своим сверстникам, замечая нравственную глухоту и эмоциональную тупость, но никогда не жаловался в письмах, лишь отмечая: «о товарищах ничего не могу сказать хорошего».
Фёдор Михайлович чуждался большинства сверстников, но одиночество не тяготило привыкшего к замкнутой жизни в отцовском доме писателя, создавшего для себя некий параллельный мир поэзии и мысли. Григорович позже вспоминал это время: «Фёдор Михайлович уже тогда выказывал черты несообщительности, сторонился, не принимал участия в играх, сидел, углубившись в книгу, и искал уединенного места». Личные несчастья и переживания казались писателю незначительными в сравнении с трагедиями персонажей шедевров мировой литературы. В то же время именно литература стала поводом для знакомства и помогла ему найти друзей. Дружба с первым знакомым в Петербурге — Иваном Шидловским — возникла на основе поэзии. Разговоры о творчестве Гомера, Шекспира, Шиллера, Гофмана с поэтом-идеалистом Шидловским, отличавшимся красноречием, стали для Достоевского часами лучшей жизни. В училище в первый год обучения его товарищами были только Иван Бережецкий и Дмитрий Григорович. Григорович вспоминал: «изо всех товарищей юности я никого так скоро не полюбил и ни к кому так не привязывался, как к Достоевскому… <…> его начитанность изумляла меня. То, что сообщал он о сочинениях писателей, имя которых я никогда не слыхал, было для меня откровением». Дружба с Бережецким, также оказавшимся под сильным влиянием Достоевского, возникла «под знаком Шиллера». Оба отличались состраданием, помогали нищим крестьянам по дороге в Петергоф, старались прекратить издевательства над новичками в училище. Позже в узкий круг друзей Достоевского вошли также Бекетов и Витковский. Трутовский позже вспоминал, что Фёдор Михайлович открыл ему глаза, объяснив «глубину и значение произведений Гоголя».

## Офицерские классы

### Нижний офицерский класс
С 18 августа 1841 года Достоевский начал заниматься в нижнем офицерском классе. Получив возможность жить вне Инженерного училища, Фёдор Михайлович сразу же переехал на Караванную улицу в Петербурге, где, «запершись в своем кабинете, предавался литературным занятиям». С этого момента начинается свобода, о которой всё время мечтал Достоевский. Осенью к нему приехал младший брат Андрей для подготовки к поступлению в Главное инженерное училище. Из его воспоминаний известно, что Фёдор Михайлович «занимал квартиру в две комнаты с передней, при которой была и кухня; но квартиру эту он занимал не один, а у него был товарищ — сожитель Адольф Иванович Тотлебен». В декабре Достоевский в письме к Михаилу жалел, что у него живёт Андрей: «Какие ужасные хлопоты с ним. Вот ещё беда. Его приготовление и его житье у меня вольного, одинокого, независимого, это для меня нестерпимо. Ничем нельзя ни заняться, ни развлечься — понимаешь <…> я сильно раскаиваюсь в моем глупом плане, приютивши его». Также писатель жаловался на постоянную необходимость что-то учить, несмотря на отвращение к предмету.
С 17 по 24 января 1842 года Достоевский успешно сдал полугодичные экзамены по дифференциальному и интегральному исчислению, статике, тактике, строительному искусству и черчению. В феврале-марте Фёдор Михайлович с братом переехали на квартиру в Графском переулке, которая по воспоминаниям Андрея была «очень светленькая и веселенькая; она состояла из трех комнат, передней и кухни». Достоевский в это время «очень увлекался игрою в карты, причем преферанс или вист были только началом игры, но вечер постоянно кончался азартною игрою в банк или штосс». Достоевский продолжал много читать: Гоголя, Бальзака, Жорж Санд и Виктора Гюго, Ламартина, Сулье, Мариэтта, Поль де Кока.
С 19 мая по 6 июня Достоевский сдал годичные экзамены по дифференциальному и интегральному исчислению, статике, физике, начертательной геометрии, тактике, строительному искусству, фортификации и черчению. Июль 1842 года писатель провёл в селении Колтуши на практических занятиях. Проверяющие отмечали, что журнал с отчётом о работе «составлен на скорую руку <…> видно, что к составлению его мало приложено старания», тем не менее 11 августа 1842 года Достоевскому было присвоено звание подпоручика перед началом следующего года обучения.
Андрею не удалось поступить в Главное инженерное училище; 27 ноября его приняли в Училище гражданских инженеров, и он съехал от Фёдора. В течение 1842 года Достоевский работал над драмой «Борис Годунов», автограф которой «лежал часто у него на столе», поэтому проживающий у него Андрей «тайком от брата нередко зачитывался с юношеским восторгом этим произведением». Произведение не сохранилось.

### Высший офицерский класс

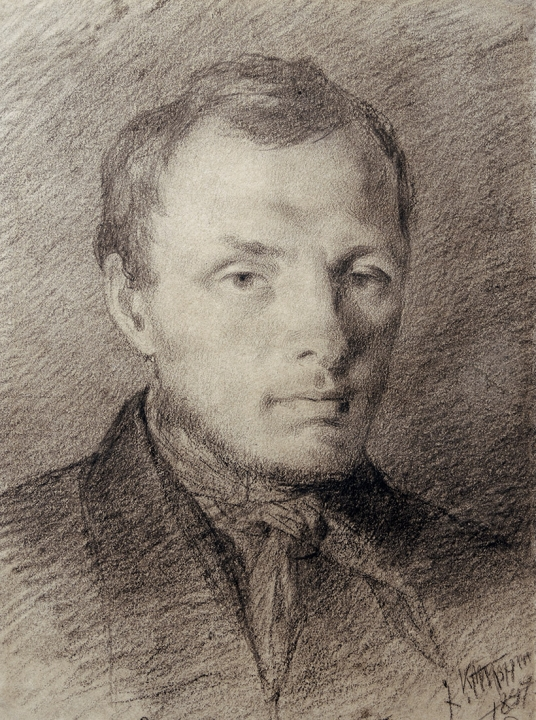
Фёдор Михайлович Достоевский в 1847 году

Во второй половине 1842 года Достоевский продолжил обучение в высшем офицерском классе. С 10 по 21 декабря успешно сдал полугодичные экзамены по законоведению, фортификации, строительному искусству, минералогии, химии, теоретической механике, прикладной механике и закону Божию. 2 января 1843 года в училище проводился смотр чертежей. В письмах Достоевского начала 1843 года прослеживается продолжающаяся нехватка денег. Однако Александр Ризенкампф в своих воспоминаниях отмечал улучшение материального положения писателя: «Весною 1843 года здоровье Федора Михайловича стало поправляться. По-видимому, и материальные его средства улучшились».
Весной 1843 года Достоевский читает Николая Васильевича Гоголя, «Le poète mourant» Альфонса де Ламартина, французских романистов: «Confession générale» Фредерика Сулье, «Deux contes bruns» Оноре де Бальзака, «Japhet a la recherche l’une père» Фредерика Марриэта и других. «Когда были деньги, он брал из кондитерской последние вышедшие книжки „Отечественных записок“, „Библиотеки для чтения“ или другого журнала, нередко абонировался в которой-нибудь библиотеке на русские и французские книги <…> интересовавшие его стихи были: „Es kamen nach Frankreich zwei Grenadier“ Гейне и ,Janko, der ungarische Rosshirt» К. Бека. Во время безденежья (то есть всего чаще) он сам сочинял, и письменный стол его был всегда завален мелко, но четко исписанными цельными или изорванными листами бумаги".
С 20 мая по 20 июня в Инженерном училище прошли выпускные экзамены. 8 июня Достоевский попросил «двадцативосьмидневный отпуск в Ревель для пользования тамошними ваннами», рекомендованными ему доктором училища ввиду жалоб на «боли в груди и продолжительные ломоты». Получив отпуск с 21 июня на 28 дней, 1 июля отправился к Михаилу в Ревель, где находился до 19 июля. 6 августа был выпущен на действительную службу в Инженерный корпус.

## Влияние периода на писателя
С одной стороны, период обучения Фёдора Михайловича в Главном инженерном училище не рассматривался исследователями творчества писателя в качестве некоего определяющего отрезка биографии, так как состоявшимся писателем Достоевский стал уже после завершения обучения и выхода в отставку. С другой стороны, литературоведы отмечают, что «гений интересен в любой момент времени». Именно переезд в Петербург, вызванный решением отца определить старших сыновей в Главное инженерное училище, стал отправным моментом в жизни Достоевского-писателя. Родившийся в Москве автор стал «самым петербургским писателем». В период обучения происходило накопление опыта, знаний и впечатлений. Город выступает у Достоевского не только «фоном для развития сюжета», но и музой писателя. Если бы не обучение в Петербурге, Достоевский стал бы совершенно другим писателем.
На писательскую и человеческую судьбу Достоевского значительно повлияли три обстоятельства, которые впервые проявились в последние годы обучения. Получив возможность жить вне Инженерного училища и перебравшись на Караванную улицу в Петербурге, Достоевский не только, «запершись в своем кабинете, предавался литературным занятиям», но и начал открывать для себя Петербург. В это время писатель постоянно посещал театры, концерты и балеты. За разовый билет на некоторые мероприятия Достоевский мог без жалости отдать до трети месячного жалованья. В его квартире друзья постоянно играли в преферанс или вист, а «вечер постоянно кончался азартною игрою в банк или штосс». Современники Достоевского отмечали, что писатель «при своей страстной натуре, при своей жажде все видеть, все узнать кидался без разбора в те и другие развлечения». В эти годы окончательно сложилось отношение Федора Михайловича к деньгам: «чем больше их было, тем быстрее они таяли». Семенов-Тян-Шанский отмечал, что «Достоевский в те поры сражался не с нуждой, а с нехваткой средств на запросы, привычки, щедрые жесты». В частности, получив крупную сумму, Фёдор Михайлович мог позвать друзей в дорогой ресторан, потребовав роскошный обед. В результате деньги быстро заканчивались, и остальное время писатель пребывал в постоянных долгах. И в это же время Достоевский окончательно понимает, что его поприще — литература. Он отказывается от наследства, позже уходит со службы, жертвуя скромным, но обеспеченным будущим ради призвания. За годы беспросветного безденежья Достоевский посмотрел на литературу иными глазами: «литературное дело стало представляться как некое грандиозное начинание, которое — если подойти к нему с умом и толком — не только вытащит из нищеты и кое-как прокормит, но и сделает богачом».

### Столкновение с реальностью
Именно с поступлением в Инженерное училище закончился период детства и начинались годы знакомства с реальной и неизвестной жизнью, годы духовного созревания личности Достоевского.
Не сдав экзамены, Фёдор Михайлович стыдился не второгодничества, которое даже пошло на пользу. Причиной считал подлость и месть преподавателя алгебры за дерзость Достоевского в течение года. «О ужас! ещё год, целый год лишний! Я бы не бесился так, — признавался он брату, — ежели бы не знал, что подлость, одна подлость низложила меня; я бы не жалел, ежели бы слезы бедного отца не жгли души моей. До сих пор я не знал, что значит оскорбленное самолюбие. Я бы краснел, ежели бы это чувство овладело мною… но знаешь? Хотелось бы раздавить весь мир за один раз…»
Младший брат Достоевского, Андрей, тоже планировал поступить в Главное инженерное училище. После пансиона Чермака он поселился для подготовки у Фёдора. Не прошедшему через пансион Костомарова Андрею отказали в приеме, что позволило Достоевскому «лишний раз убедиться, каковы истинные порядки в Инженерном замке».

### Смерть отца
Особенно важную роль сыграл в жизни писателя 1839 год. Оставшийся на второй год в третьем кондукторском классе Достоевский одновременно лишается отца. Двойное испытание стало для будущего писателя началом осознания своего настоящего предназначения, по мнению исследователей, чётко выраженного уже тем же летом в письме брату: «Я в себе уверен. Человек есть тайна. Её надо разгадать, и ежели будешь её разгадывать всю жизнь, то не говори, что потерял время». Ранее в письмах отцу Достоевский подчеркивал стремление к свободе: «Как горько то одолженье, которым тяготятся мои кровные. У меня есть голова, есть руки. Будь я на воле, на свободе, отдан самому себе, я бы не требовал от Вас копейки; я обжился бы с железною нуждою. Стыдно было бы тогда мне и заикнуться о помощи». В 1869 году относительно периода обучения в Главном инженерном училище Достоевский приходит к заключению: «меня с братом Мишей свезли в Петербург в Инженерное училище, 16-ти лет, и испортили нашу будущность. По-моему, — это была ошибка!».
Достоевский-отец присылал деньги, но сам к маю 1839 года испытывал катастрофическую нужду из-за плохих урожаев прошлых лет. «Это угрожает не только разорением, но и совершенным голодом!» — писал он сыну. 27 мая 1839 года он последний раз отослал деньги сыну: «Теперь посылаю тебе тридцать пять рублей асс. <…> я не скоро буду в состоянии тебе послать. <…> Прощай, мой милый друг, да благословит тебя Господь Бог, что желает тебе нежно любящий отец». Это было его последнее письмо. 6 июня 1839 года отец Достоевского умирает: по официальной версии — от апоплексического удара, по неофициальной — был убит в поле своими крепостными крестьянами. Есть сведения, что известия о гибели отца вызвали у Достоевского эпилептический припадок. Неизвестно, кто сообщил Михаилу и Фёдору о смерти отца. В письмах упоминается в середине июня. В августе Фёдор писал: «Я пролил много слез о кончине отца, но теперь состоянье наше ещё ужаснее <…> есть ли в мире несчастнее наших бедных братьев и сестер <…> они на чужих руках будут воспитаны».
Биографы Достоевского всегда обращали внимание на загадочную историю смерти отца Достоевского. Некоторые исследователи творчества писателя полагали, что эта, возможно, насильственная смерть во многом определила характер и поступки Достоевского, сюжеты его романов и образы персонажей. Звучали мнения, что эта смерть могла оказаться первопричиной становления Достоевского-писателя. Трагедия в Даровом разделила юность и взрослую жизнь Достоевского. Через два месяца после смерти отца Фёдор Михайлович окончательно выбрал судьбу как свободу, которая даст цель и смысл действительности. «Брат, грустно жить без надежды… Смотрю вперед, и будущее меня ужасает… Я ношусь в какой-то холодной, полярной атмосфере, куда не заползал луч солнечный… Я давно не испытывал взрывов вдохновенья… зато часто бываю и в таком состоянье, как, помнишь, Шильонский узник после смерти братьев в темнице…». До этого внешняя жизнь и внутренние сомнения служили преградами на пути самоопределения. Размышляя о будущем, Достоевский готовился к радикальной перемене судьбы. В августе 1839 года в письме к брату была окончательно сформулирована мысль о литературной деятельности вместо карьеры военного инженера. Писательство отождествлялось со смыслом его человеческого существования. Всё дальнейшее обучение можно было охарактеризовать: «Одна моя цель быть на свободе. Для неё я всем жертвую».

## Влияние на творчество
В отличие от других военных учебных заведений в Главном инженерном училище уделяли значительное внимание таким предметам, как российская словесность и всеобщая история.

### Первые литературные опыты
Биографами Достоевского отмечалась скрытность будущего писателя, который утаивал свои первые литературные опыты около года. Только благодаря свидетелям-мемуаристам известно, что эти опыты были драматическими. По воспоминаниям современников, в 1840—1842 годах писатель работал над драматическими произведениями «Мария Стюарт» и «Борис Годунов». Также в училище молодой автор мог работать над драмой «Жид Янкель», о которой упомянул в письме к брату только в январе 1844 года.
Подобная творческая направленность была обусловлена обострённым интересом к драматическим сторонам человеческой жизни, который был свойственен Достоевскому с ранних лет. В его письмах, отправленных в юношеские годы брату, обнаруживается интерес к творчеству Шекспира и Шиллера, а также к жанру трагедии в целом. Несмотря на явную историческую направленность первых литературных опытов, писателя интересовали в первую очередь трагичность и внутренняя драматичность рассматриваемых эпох.
Михаил, чтобы оправдать выбор деятельности младшего брата, писал опекуну П. А. Карепину: «Я читал, с восхищением читал его драмы. Нынешней зимою они явятся на петербургской сцене». Но из всех этих рукописей в итоге не сохранилось ни одной строчки. В зрелом же возрасте Достоевский не признавал свои юношеские драмы.

### Дальнейшее творчество
Некоторые исследователи полагали, что замысел романа «Бедные люди» возник у писателя ещё в годы учёбы в Николаевском инженерном училище. По мнению ротного офицера заведения, Достоевский «начал писать <…> роман ещё до поступления своего в училище», в котором по ночам продолжал работу. При этом не сохранилось каких-либо письменных подтверждений ни в письмах Достоевского, ни в мемуарах его окружения начала 1840-х годов.
К выбору эпистолярной формы Достоевский был подготовлен частой и напряжённой перепиской с братом Михаилом и отцом. В письмах отцу писатель часто сетовал на бедность, признаком которой считал необходимость отказа от чаепития и новых сапог. Из писем к брату видны муки самоопределения молодого автора.
Судьба первого знакомого в Петербурге Ивана Шидловского, полная внутреннего разлада и борьбы с неверием, нашла отражение в повести «Хозяйка». Главный герой произведения, Ордынов, также занимается историей русской церкви.